# Angelika Ritter
Angelika Ritter (* 24. Januar 1948 in Frankfurt (Oder)) ist eine deutsche Schauspielerin und Inspizientin. Sie arbeitete 41 Jahre am Berliner Ensemble und spielte in Filmen wie  Seine Hoheit – Genosse Prinz und Lotte in Weimar mit.

## Biografie
Nach dem Abitur 1966 studierte sie an der Filmuniversität Babelsberg (damals „Deutsche Hochschule für Filmkunst Potsdam-Babelsberg“) Schauspiel. Ihre Dozenten waren unter anderem B. K. Tragelehn,  Horst Ruprecht und Siegfried Höchst. Während des Studiums spielte sie schon in Inszenierungen des Hans Otto Theaters wie Herr Puntila und sein Knecht Matti, Der zerbrochne Krug und Die Laune des Verliebten mit, wo sie nach dem Studium 1970 auch einen Schauspielervertrag bekam. Auf Empfehlung von Peter Kupke wurde sie 1970, nach einem Vorsprechen, an das Berliner Ensemble engagiert. Nach der politischen Wende in der DDR wurde sie 1991 auch  Inspizientin und arbeitete u. a. mit Regisseuren wie Katharina Thalbach, Mona Kraushaar, Tanja Weidner, George Tabori, Peter Zadek, Heiner Müller, Einar Schleef, Luc Bondy, Thomas Langhoff, Peter Palitzsch, Claus Peymann, Frank Castorf und Philip Tiedemann zusammen. Diese Tätigkeit übte sie bis zu ihrer Rente 2013 aus.

## Theater (Auswahl)

### Hans-Otto-Theater Potsdam
- 1968: Herr Puntila und sein Knecht Matti – Regie Peter Kupke – Kuhmädchen
- 1970: Der zerbrochene Krug – Regie Günter Rüger – Eve
- 1970: Die Laune des Verliebten – Regie Horst Ruprecht – Egle
- 1970: In Sachen Adam und Eva – Regie Gerhard Neubauer – Eva
- 1971: Ich bin einem Mädchen begegnet – Regie Ernstgeorg Hering – Mädchen
- 1985: Der Kirschgarten – Regie Günter Rüger – Dunjascha (als Gast)

### Berliner Ensemble
- 1972: Omphale – Regie Ruth Berghaus – Pimplea
- 1975: Herr Puntila und sein Knecht Matti – Regie Peter Kupke – Fina
- 1976: Der Unbedeutende – Regie Karl von Appen – Klara Spann
- 1979: Jegor Bulytschow – Regie Manfred Wekwerth – Antonia
- 1984: Urfaust – Regie Horst Sagert – Lieschen und Engel
- 1987: Fegefeuer in Ingolstadt – Regie Axel Richter – Mutter Roelle
- 1989: Carmen Kittel – Regie Jochen Ziller – Frau Schubert
- 1991: Der gute Mensch von Sezuan – Alejandro Quintana – Die Schwägerin
- 1998: Die Rund- und die Spitzköpfe – Regie Klaus Emmerich – Klosterfrau

## Filmografie (Auswahl)

### Film und Fernsehen
- 1969: Seine Hoheit – Genosse Prinz
- 1970: Effi Briest (Fernsehfilm)
- 1970: Kennen Sie Urban?
- 1972: Wo Möwen stürzen – Wale zieh’n
- 1973: Copernicus (Kopernik)
- 1973: Das liebe alte Haus
- 1974: Bittere Pillen
- 1975: Lotte in Weimar
- 1976: Wer das Unglück meistert, findet das Glück
- 1979: Hochzeit in Weltzow (Fernsehfilm)
- 1981: Trabant zu verkaufen
- 1981: Schauspielereien „Abend mit Franziska“ (Fernsehreihe)
- 1982: Der Notnagel
- 1984: Schnauzer
- 1984: Ach du meine Liebe (Fernsehfilm)
- 1988: Alles wegen der Kleenen
- 1989: Große Liebe gesucht
- 1989: Spreewaldfamilie (Fernsehserie)
- 1991: Der Hut
- 1991: Praxis Bülowbogen: Saalbachs Ende (Fernsehserie)
- 1992: Frank und Robert
- 1993: Wir können auch anders …
- 1995: Zwei alte Hasen: Der Psychologe (Fernsehserie)
- 1998: Der Handymörder (Fernsehfilm)
- 2000: Im Namen des Gesetzes: Stille Post (Fernsehserie)
- 2002: Der letzte Zeuge: Das Duell (Fernsehserie)
- 2004: Saniyes Lust (Fernsehfilm)
- 2005: Hab mich lieb
- 2016: Mensch Krause: zum 75. Geburtstag von Horst Krause

### Polizeiruf 110
- 1977: Alibi für eine Nacht
- 1987: Abschiedslied für Linda
- 1991: Mit dem Anruf kommt der Tod

### Der Staatsanwalt hat das Wort
- 1986: Schuldkonto
- 1988: Rosie fehlt
- 1988: Wo mich keiner kennt
- 1989: Das Wunschkind
- 1990: Im Regen tanzen
- 1991: Verliebt, verloren

## Hörspiele
- 1980: Brüder Grimm: Das tapfere Schneiderlein (Volk) – Regie: Dieter Wardetzky (Kinderhörspiel – Litera)
- 1983: Brüder Grimm: Ilsabell (Ilse) – Regie: Rüdiger Zeige (Kinderhörspiel von Gerhardt Gröschke unter freier Verwendung eines Grimm’schen Märchenmotivs aus Vom Fischer und seiner Frau – Rundfunk der DDR)
- 1988: Christamaria Fiedler: Brausepulver (Frau Leist) – Regie: Rüdiger Zeige (Kinderhörspiel – Rundfunk der DDR)
- 1988: Geschichten aus 1001 Nacht: Die Geschichte vom Mann, der nie im Leben lachte (Kapitänin) – Regie/Dramaturgie: Peter Brasch (Kinderhörspiel – Rundfunk der DDR)
- 1988: Hans Christian Andersen: Die Blumen der kleinen Ida (Gelbe Lilie) – Regie: Peter Brasch (Kinderhörspiel – Rundfunk der DDR)
- 1990: Helmut Bez: Sternstunden (Teil 1: Große Taten) – Regie: Karlheinz Liefers (Kinderhörspiel – Rundfunk der DDR)
- 1990: José Quevedo: Der Kreis – Regie: Rüdiger Zeige (Kinderhörspiel – Rundfunk der DDR)